# Giberelină

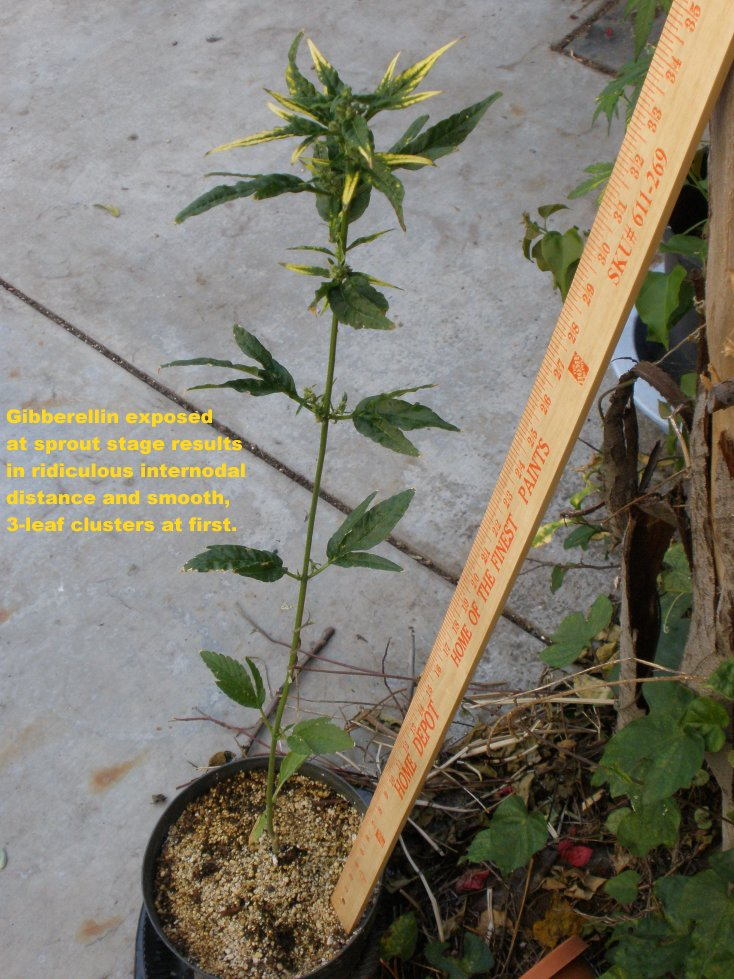
Efectul acidului giberelic asupra cânepei

Giberelinele sunt substanțe extrase din ciuperca Gibberella fujikuroi și care au calitatea de a stimula creșterea plantelor.
Acțiunea giberelinelor se manifestă mai ales în ceea ce privește alungirea tulpinelor, creșterea masei vegetative, stimularea înfloririi, anularea perioadei de repaus a semințelor și a organelor de reproducere vegetativă (tuberculi, bulbi etc.), facilitarea prinderii butașilor și a materialului săditor.
Prin tratare cu gibereline s-a reușit să se transforme unele plante bianuale (sfeclă, ridiche etc.) în plante anuale și, de asemenea, unele plante de zi lungă în plante de zi scurtă.
În unele cazuri, influența giberelinelor asupra organismului vegetal este negativă, ducând la o creștere exgerată a plantei, la cloroză ș.a.
Astfel de fitohormoni sunt utilizați și în agricultura românească la culturi de plante ca: viță de vie, tomate, floarea soarelui, grâu, orz și cartof.